# Прибрежненское сельское поселение
Прибре́жненское се́льское поселе́ние — муниципальное образование в составе Старомайнского района Ульяновской области. Административный центр — село Прибрежное.

## Население
| 2010  | 2012  | 2013  | 2014  | 2015  | 2016  | 2017  |
| ----- | ----- | ----- | ----- | ----- | ----- | ----- |
| 3168  | ↘3146 | ↗3150 | ↘3128 | ↗3141 | ↘3106 | ↗3114 |
| 2018  | 2019  | 2020  | 2021  |       |       |       |
| ↘3049 | ↘2998 | ↘2959 | ↘2760 |       |       |       |

## Состав сельского поселения
В состав поселения входят 7 населённых пунктов: 5 сёл, 1 деревня и 1 посёлок.
| № | Населённый пункт     | Тип населённого пункта       | Население |
| - | -------------------- | ---------------------------- | --------- |
| 1 | Восход               | посёлок                      | 306       |
| 2 | Дмитриево-Помряскино | село                         | ↘1260     |
| 3 | Ивановка             | село                         | ↘32       |
| 4 | Кременки             | село                         | ↘373      |
| 5 | Кремёнские Выселки   | село                         | ↘18       |
| 6 | Малиновка            | деревня                      | 0         |
| 7 | Прибрежное           | село, административный центр | 1179      |